# Kleidermode der Renaissance und der Reformation

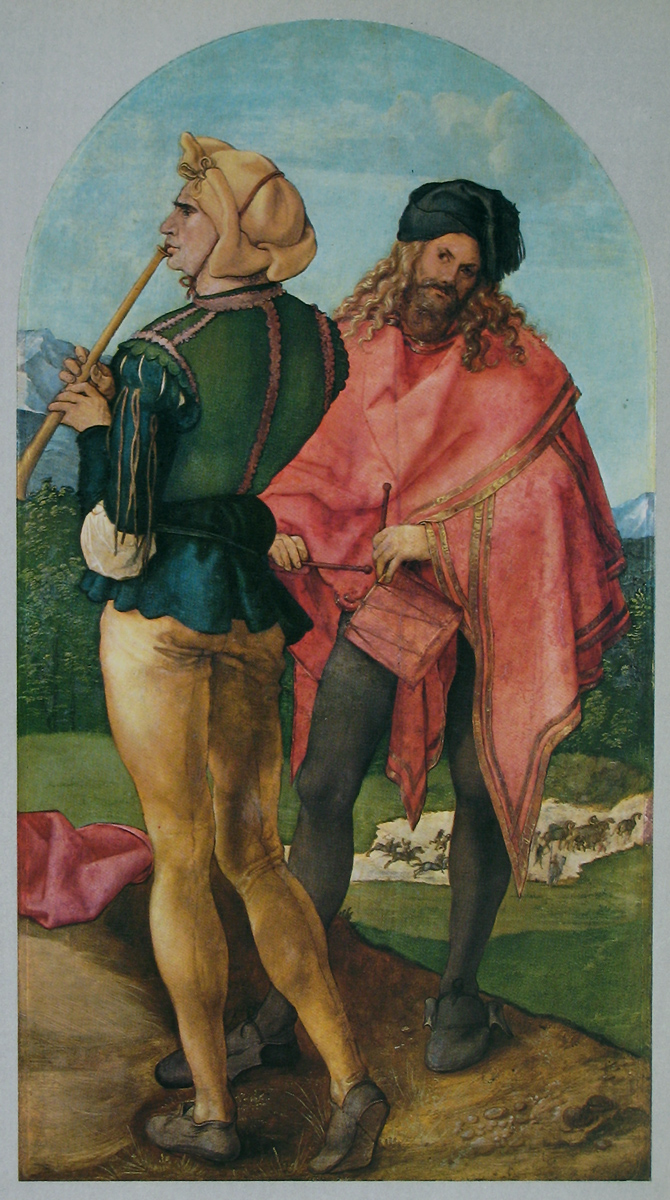
Pfeifer und Trommler; Albrecht Dürer, 1503

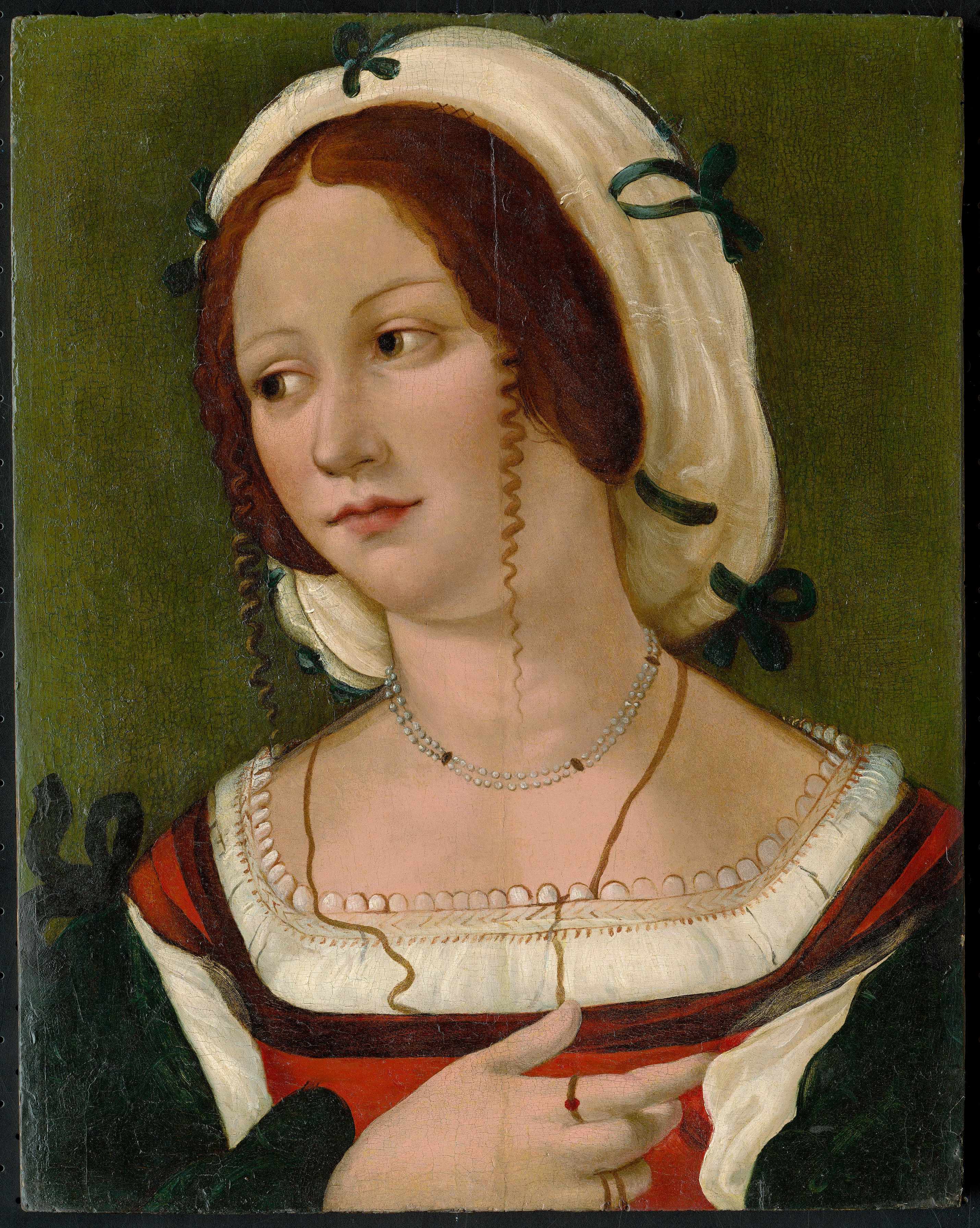
Vermutet als Isabella d’Este von Francesco Francia, 1511

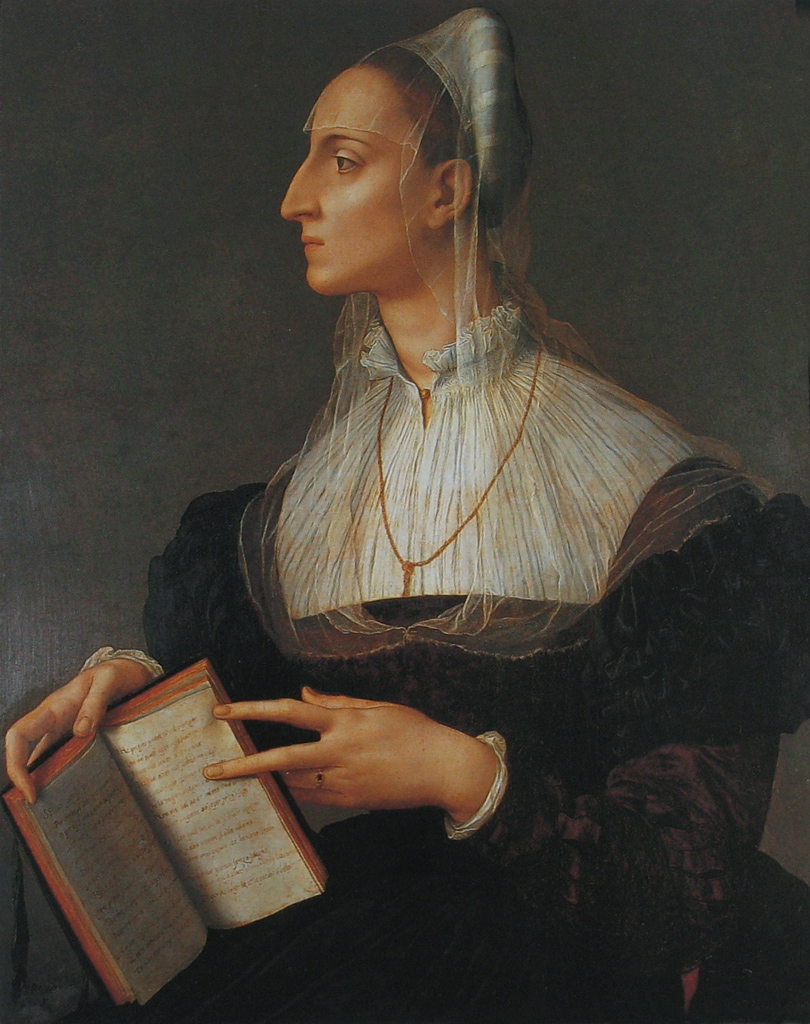
Laura Battiferri; Angelo Bronzino, 1555/60

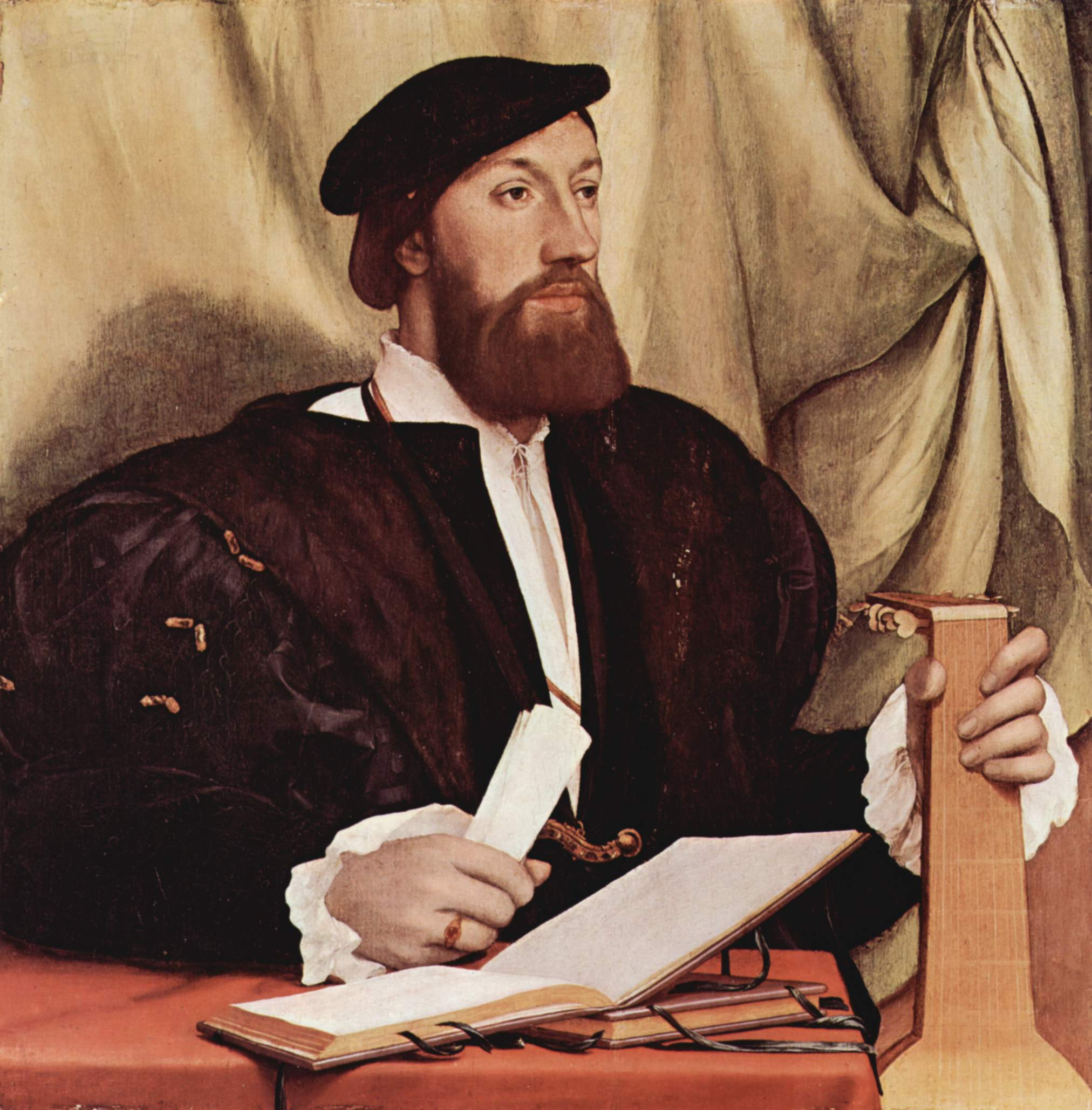
Junger Mann mit Notenbuch und Laute; Hans Holbein der Jüngere, 1534

Das 16. Jahrhundert, das Zeitalter der Renaissance und der Reformation und Zeit des geistigen Umschwungs, brachte auch eine Umgestaltung in der Tracht. Das Kostüm sollte den Körper nicht mehr eng umhüllen, sondern eine bequeme Bewegung gestatten und im Gegensatz zur früheren Zeit frei und würdevoll zugleich erscheinen.
Das Vorbild bot die Tracht der Landsknechte mit ihrem Merkmal der Schlitzung und Fütterung. Hauptkleidungsstücke der Männer in dieser Zeit um 1530 waren Wams, Hosen, Schaube und Barett. Am Wams fanden sich die Schlitze auf der Brust, auf dem Rücken, besonders aber an den Ärmeln, entweder überall oder teilweise nur am Ellbogen und am Oberarm; während aber beim Wams das Hemd durch die Schlitze hervorschaute, wurde die ebenfalls geschlitzte Hose, besonders die in dieser Zeit aufgekommene weite Oberschenkelhose, um die Blöße zu bedecken, mit einem bunten, meist seidenen Stoff gefüttert.
Auch die Schaube, die ihre Ärmel bei den Vornehmen ganz oder teilweise verlor und nur von Bürgern und insbesondere von Gelehrten mit langen weiten Ärmeln getragen wurde und mit einem bis auf den Rücken fallenden Kragen aus anderem Stoff (meist Pelz) geziert war, ferner die jetzt breit abgerundeten Schuhe (Bärenklauen, Entenschnäbel, Kuhmaulschuhe) sowie das Barett waren mit Schlitzen versehen. Mit Hilfe der Schlitzmode wurde die Kleidung äußerst bunt.
Dazu kam, dass man die jetzt von der Hose getrennten Strümpfe häufig an einem Bein oder an beiden Beinen mit breiten Längsstreifen in bunter Farbenzusammenstellung (Gelb, Blau, Rot, Weiß u. a.) trug. Das anfangs mit tiefem, spitzem Latz versehene Wams wurde alsbald viereckig ausgeschnitten, so dass auch das in ersterem Falle den Hals freilassende Hemd hinaufrückte und den Hals mit einer Krause umschloss. Das Mäntelchen hielt sich nur bei der Jugend noch bis in das zweite Jahrzehnt des 16. Jahrhunderts, dann räumte es der Schaube das Feld völlig.
Ebenso veränderte sich in der Reformationszeit das Kostüm der Frauen. Der Rock war an der Brust rund oder viereckig ausgeschnitten und ließ das Hemd oder einen gestickten Einsatz sehen; seit 1530 aber war er wie bei der Männertracht am Halse mehr geschlossen. Die Schleppe wurde kürzer, die Ärmel wurden jedoch länger und enger, so dass sie die halbe Hand bedeckten. Außerdem waren letztere entweder nicht geschlitzt, mit einem Aufschlag versehen oder mit Schlitzen am Unterarm oder Ellbogen versehen, wohl noch dazu an der Achsel, am Ellbogen oder an beiden Stellen quer durchschnitten und wieder angenestelt, so dass das Hemd bauschig hervorquoll.
Als Kopfbedeckung trugen die Männer das Barett, das die Landsknechte in flacher Form gern schief auf ein Ohr setzten und dann mit einem Sturmband unterm Kinn oder an der Calotte befestigten. Die Frauen trugen die Haube, seit 1520 die Calotte und beim Ausgehen das Barett nach Art der Landsknechte.